# Henri Chopin
Pour les articles homonymes, voir Chopin (homonymie).
Henri Chopin est un artiste, poète concret et sonore français né le 18 juin 1922 à Paris et mort le 3 janvier 2008 à Dereham dans le Norfolk en Angleterre,.

## Biographie

### Parcours
Henri Chopin est réquisitionné en 1942 par le STO. Réfractaire, il est arrêté en juin 1943. Déporté en Allemagne, il finira la guerre en compagnie des Russes[réf. nécessaire]. 
En 1952, il se marie avec Jean Ratcliffe, une Écossaise, qui lui fait connaître les écrits de T. S. Eliot et James Joyce. L’année suivante, il rencontre Altagor, le créateur de la métapoésie, et devient éducateur pour l’enfance inadaptée à Saint-Martin de Ré.

### Naissance de la poésie sonore
En 1955, à la suite de l'achat de son premier magnétophone à bande magnétique, il commence à expérimenter une poésie plus corporelle que linguistique.
Rencontrant les Lettristes, en 1957, il publie ses poèmes aux éditions Caractères, dirigées par Maurice Lemaître.
En 1959, il prend en charge la revue Cinquième Saison pour 16 numéros. Il lance la poésie objective, qui se concrétisera par des expositions, et la poésie ouverte, dont il parle dans la revue Cinquième Saison no 8, avec en œuvre sonore Brion Gysin, Bernard Heidsieck et lui-même. 
De 1961 à 1963, il réalise des émissions radiophoniques avec Maguy Lovano, productrice sur Paris-Inter.
En 1964, il lance le premier numéro de la revue-disque OU, qui prend la suite de Cinquième Saison, et qui va durer dix ans. Parmi les contributions sonores et graphiques, on relève celles de William S. Burroughs, Brion Gysin, Gil J Wolman, François Dufrêne, Bernard Heidsieck, Raoul Hausmann, Ladislav Novak, Mimmo Rotella...
En 1968, a lieu le premier festival de poésie sonore, organisé par Fylkingen et la radio suédoise ; étant à Prague, il ne peut y participer.
En 1971, la Télévision Suisse Romande diffuse son premier film sur la poésie sonore.
En 1972, il réalise son premier Hörspiel à la Westdeutscher Rundfunk à Cologne avec Klaus Schöning, et une émission de radio avec Georges Charbonnier sur France-Culture.
En 1976, il participe au « Colloque de Tanger » à Genève, organisé par Gérard-Georges Lemaire, avec William S. Burroughs et Brion Gysin.
En 1985, Jean, sa femme, meurt.
En 1986, il s’installe à Paris. Puis, dans les années 1990, il retourne vivre en Angleterre auprès de son fils et de sa fille.
De 1992 à 1993 il enseigne à la Schule für Dichtung (école de poésie) à Vienne en Autriche.